# 3122-es mellékút (Magyarország)
A 3122-es számú mellékút egy négy számjegyű mellékút Pest vármegye és Jász-Nagykun-Szolnok vármegye határvidékén.

## Nyomvonala
Abony területén ágazik ki a 4-es főútból, annak a 86+600-as kilométerszelvénye közelében, kisebb irányváltásoktól eltekintve a fő iránya végig északkeleti. Első szakasza Újszászi út, majd a város széléhez közeledve Blaskovics utca néven húzódik. 4. kilométere előtt nem sokkal keresztezi a M4-es autóutat, amely itt a 86. kilométerénél jár.
6,7 kilométer megtétele után lép át Újszász területére, majd a 8+750-es kilométerszelvényénél beletorkollik a 3118-as út, majdnem 18,5 kilométer megtétele után. Abonyi út néven keresztezi a vasutat kevéssel a 12. kilométere előtt, ugyanott kiágazik belőle a 31 326-os számú mellékút, Újszász vasútállomás kiszolgálására. Utolsó szakasza a Jász út nevet viseli, így ér véget, a várostól keletre, már külterületen, beletorkollva a 32-es főútba annak 58+300-as kilométerszelvényénél. Egyenes folytatása a Zagyvarékasra vezető 32 135-ös út.
Teljes hossza, az országos közutak térképes nyilvántartását szolgáló kira.gov.hu adatbázisa szerint 13,883 kilométer.

## Története
1934-ben a kereskedelem- és közlekedésügyi miniszter 70 846/1934. számú rendelete a teljes hosszában másodrendű főúttá nyilvánította, a Dormánd és Abony közti 32-es főút részeként.

## Települések az út mentén
- Abony
- Újszász

## Képgaléria

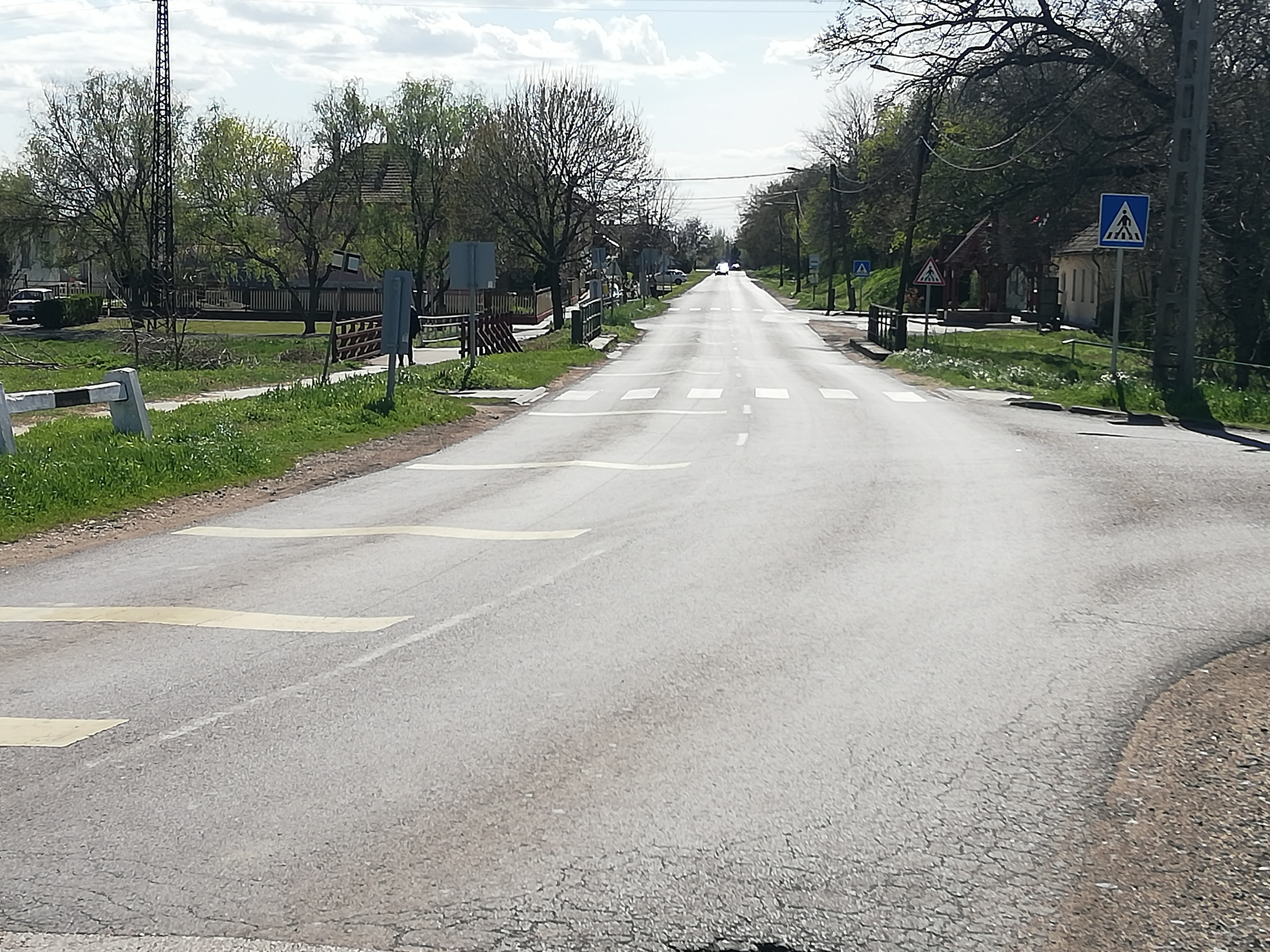
Az út Újszásztól Abony felé nézve
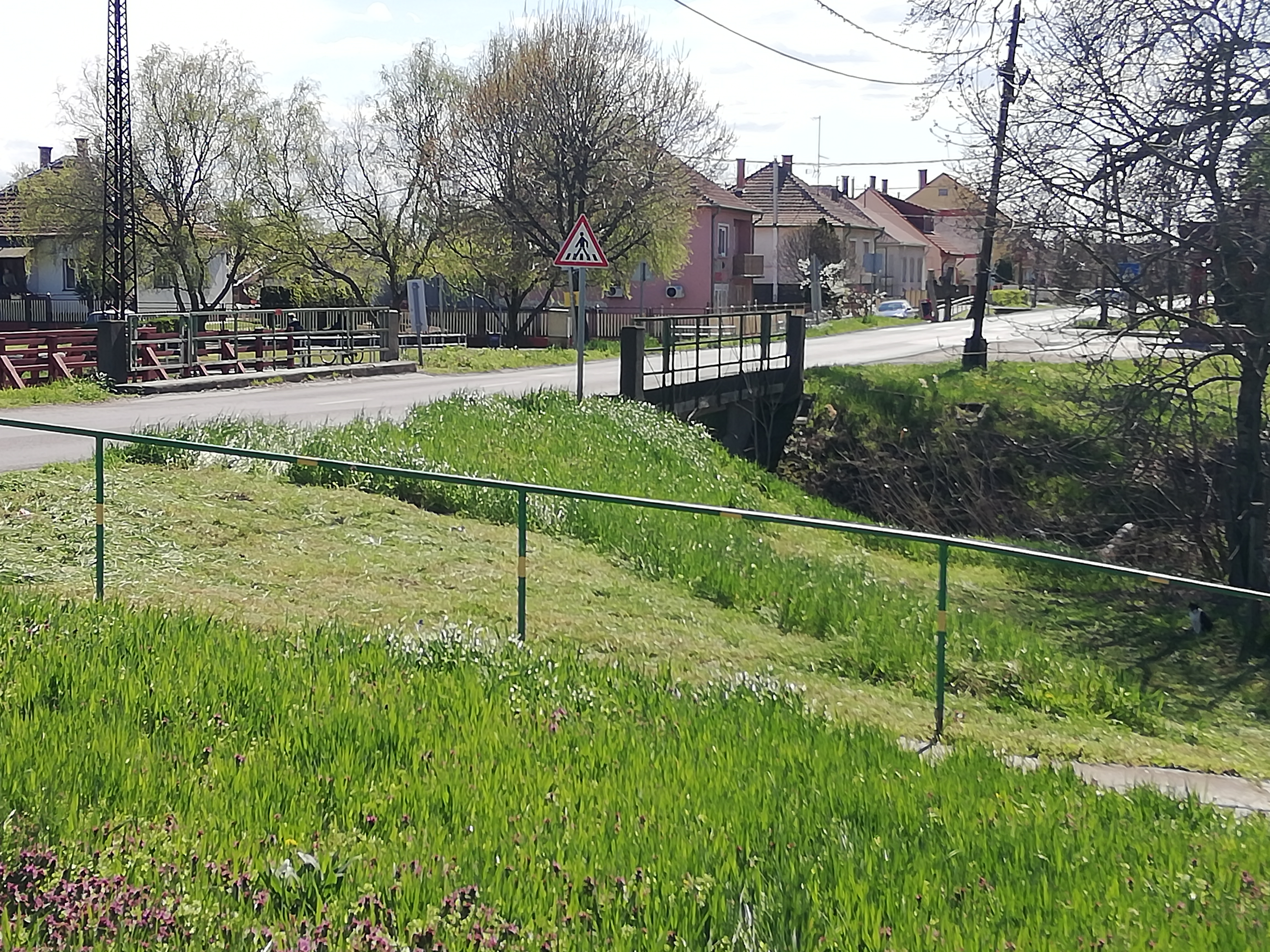
Hídja a Tápió lecsapoló csatornája felett Újszász déli szélén
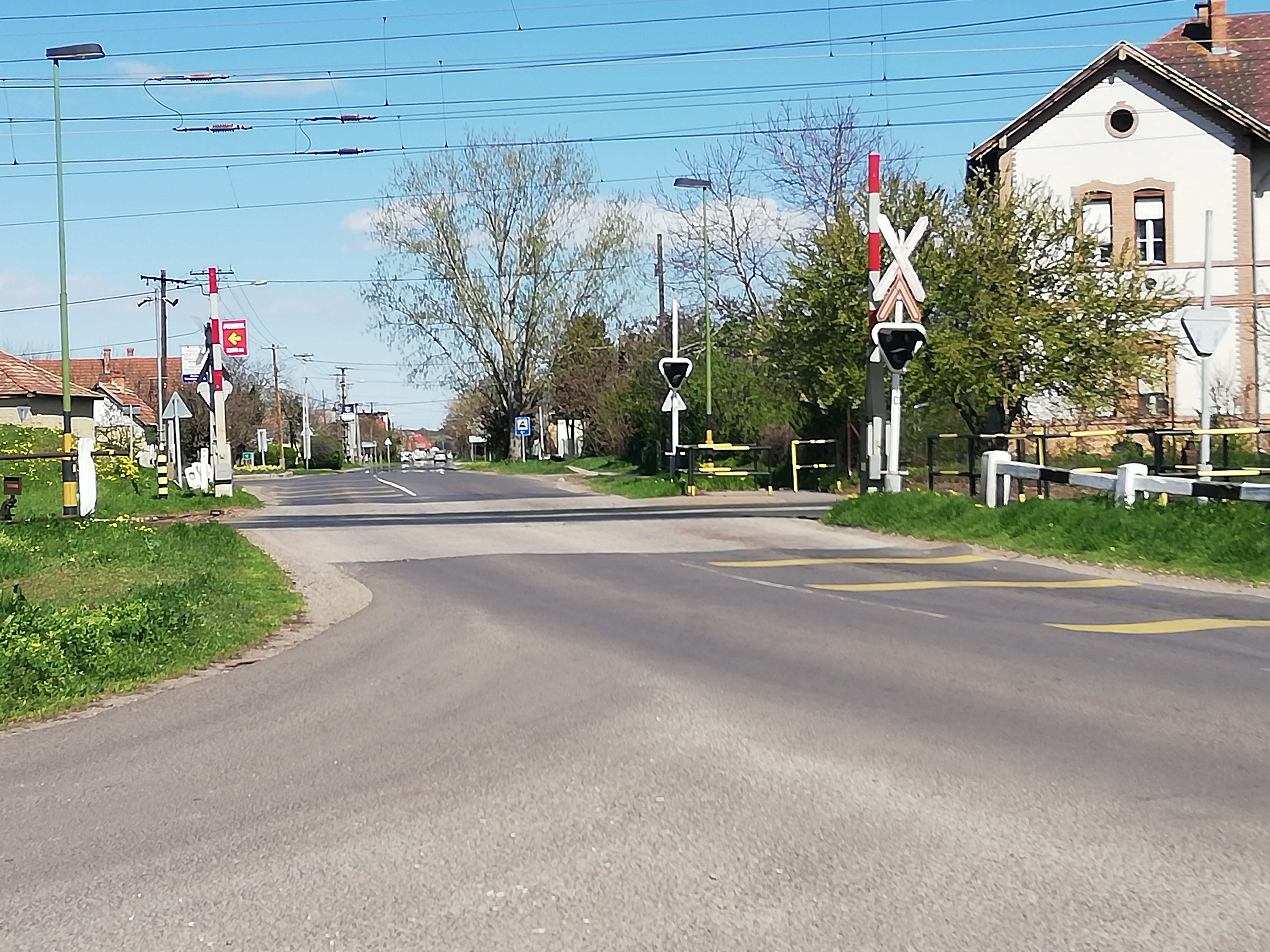
Újszászi vasúti keresztezése a város felé nézve
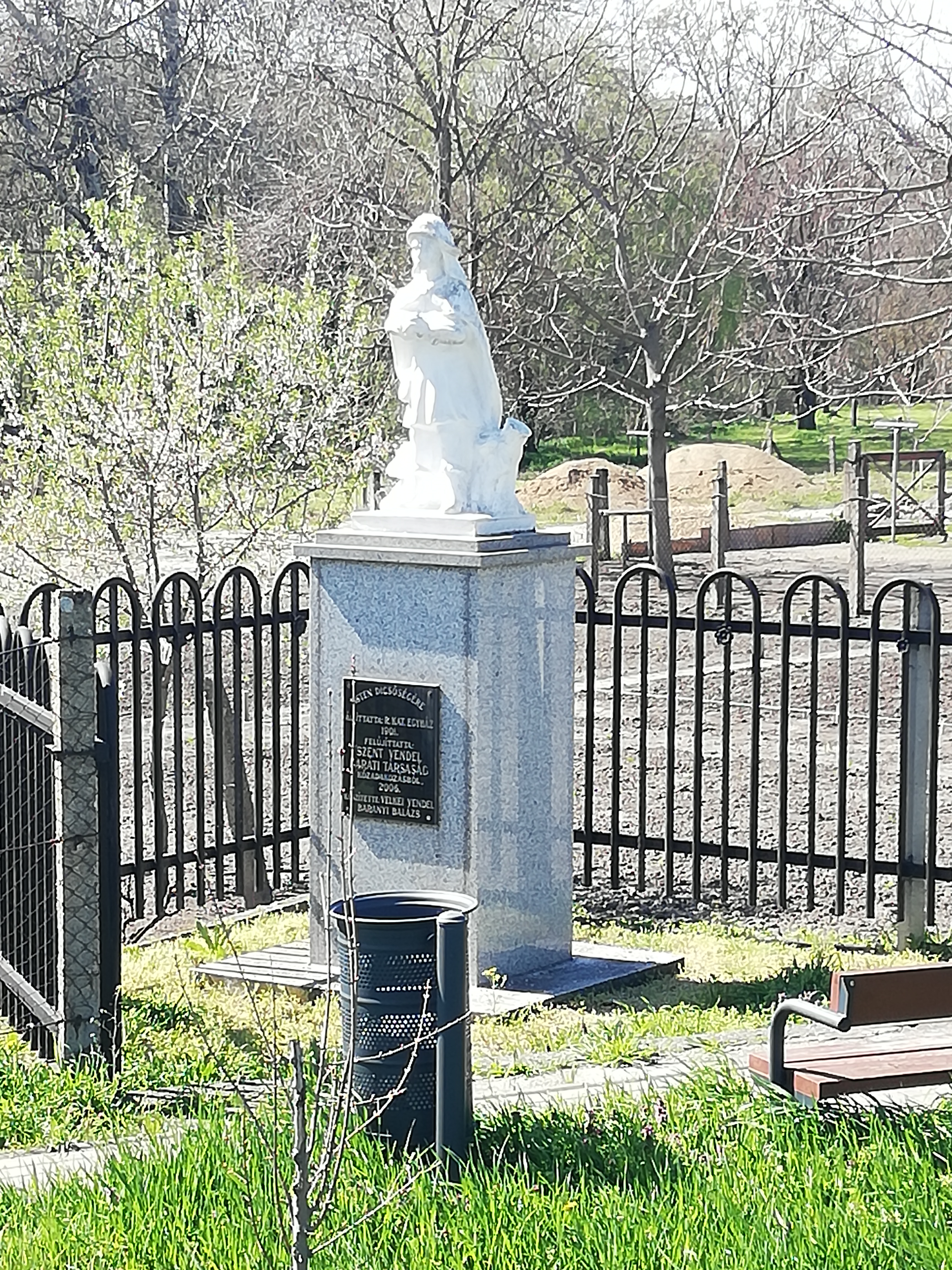
Kőszobor az újszászi vasúti keresztezése mellett